# Вида Павловић
Вида Павловић (ромс. Vida Pavlovičh; Футог, 22. август 1945 — Београд, 10. мај 2005) била је певачица ромске и српске народне музике, а на почетку каријере и севдалинки.
Медији и обожаваоци су је често називали Краљицом ромске музике или мајка−Видом, и сматрали је за један од најраскошнијих гласова народне музике. Током скоро пола века каријере, њене најпознатије песме постале су кафански хитови: Свако тражи нову љубав, Остала је песма моја, Веровах му (и што нисам смела), Узалуд те тражим, Јача сам од туге, Дошли дани тугом расплакани, Дема миро, Срећо моја (моје злато), Кунем овај живот, Еј судбино пусти ме да живим, Гледала сам са прозора, Санак ме мори, Касно је за све, Јуче сам ти миловала сина, Само сам једном волела, Теку часи бола, Ливадама долинама, Пусти ме да живим, Не тражи ме у сновима, Дадох ти младост, Друга те ноћас љуби, Прозор моје старе куће и друге.

## Биографија
Вида Павловић рођена је у Футогу 1945. године, у богатој породици пољопривредника и музичара. Певањем је почела да се бави као дете, а са 14 година почиње да наступа по кафанама, заједно са својим ујаком. Са само петнаест година удаје се за музичара Александра Павловића и одлази да живи у Сарајеву. У Босни је десет година певала као кафанска певачица, највише у престижном Хамам−бару. Касније је истицала да јој се допадао такав живот, и да се осећала остварено, нарочито када би дошли да је слушају Зехра Деовић, Заим Имамовић, Сафет Исовић, Тома Здравковић и Бора Спужић Квака. Упоредо са послом, Павловићева је у Сарајеву похађала часове лепог певања.
Вида се врло брзо наметнула као тражена певачица, те се чак десило и да је једном приликом, након повреде на Требевићу, морала да пева са ногом у гипсу. Године 1970. уз помоћ Исмета Алајбеговића Шерба снима прве две песме, које објављује на макси−синглу Изиграна љубав/Врати се, драги. Две године касније снима још шест песама, које објављује на два макси−сингла. Међу њима су била и њена прва три већа хита — Теку часи бола и Не спремај мајко дарове аутора Будимира Буце Јовановића, и Гледала сам са прозора Јоза Пенаве. Сингл на коме се налазила севдалинка Гледала сам са прозора продат је у тиражу од преко пола милиона дискова. Наредне године, на Београдском сабору, са песмом Љубав је дјевојачки сан Вида започиње своју богату фестивалску каријеру. Та песма, као и обрада традиционала Ја погледах преко кола, објављене су исте године за ПГП РТБ, па је неколико месеци касније изашао још један макси—сингл, са песмом Плачем већ три дана.
Наредне године Вида поново учествује на Београдском сабору, са песмом Најљепши дар мајци, али је од ње већи успех имала друга песма са новог сингла − Због тебе невјерниче, коју је компоновао Љубо Кешељ. Нешто касније, у лето, певачица издаје свој први албум у каријери, назива Вида Павловић. Он је комерцијално био познат и као Дошли дани тугом расплакани, по истоименој насловној нумери, и Видином највећем хитом у дотадашњој каријери. Песма Дошли дани тугом расплакани била је изабрана за југословенски хит лета 1974. године, у жанру народне музике. Осим ње, и нове песме Пусти мајко на прозор да станем, на албуму су се нашле претходне песме које је певачица објавила, као и обрада традиционалне песме Санак ме мори. Упоредо са изненадним великим професионалним успехом, Видин љубавни живот трпи несугласице и проблеме, и она 1975. одлази од првог супруга и сели у Београд.
Павловићева се до краја године појављује на Хит паради са слабије запаженом песмом Заборављена љубав. Али већ следеће, 1976. године, долази до великих промена. Певачица се удаје за музичара Стевицу Јовановића, и објављује макси-сингл, на коме је била песма Свако тражи нову љубав. Ову песму је само годину дана пре Виде, издала Живкица Милетић, али су челници ПГП−а инсистирали на већем успеху, будући да су потенцијал видели у тексту који је потписао Новица Урошевић. У Видином извођењу песма постаје један од највећих хитова народне музике у Југославији, а деценијама касније, у оквиру пројекта Најлепше песме народне музике РТС−а, препознат је и као једна од најлепших српских песама свих времена. Свако тражи нову љубав остала је и највећи хит у каријери Виде Павловић. 
Године 1993. снимила је албум "Закуцај на моја врата", за који је аранжмане и музику радио композитор и аранжер Новица Николић Паталo. Са истим сарадником снимила је и албум, "Ко ми љубав узе", објављен 1994. године, који је један од њених последњих студијских издања.
У браку са Стевом била је 27 година. Није крила незадовољство и да је несрећна што нема деце. Брак се распао, али она и Стево су наставили да живе под истим кровом свако у свом делу куће. Последњих година имала је проблема са високим притиском. Сахрањена је у свом родном Футогу.

## Дискографија

### Албуми
- Вида Павловић (Дошли дани тугом расплакани), 1974.
- Вида Павловић 1986 - Тужна мајка, 09.05.1986, орк.Стевице Јовановића, Jugoton LSY-62108., MC CAY-1798
- Вида Павловић 1989 - Ја бих тебе миловала, орк.Миће Николића, Jugodisk LPD 0488, MC BDN-3480
- Вида Павловић 1989 - Рођена сам да певам и љубим, орк.Томице Миљића, Sarajevo Disk SBK-2588
- Вида Павловић 1991 - Помирења нема, орк.Миће Николића, Jugodisk LPD-0579., BDN-3919
- Вида Павловић 1993 - Закуцај на моја врата, орк. Новице Николића Патала, Дискос LPD-20001778
- Вида Павловић 1994 - Ко ми моју љубав yзе, орк. Новице Николића Патала, Јужни ветар

### Синглови
- ”Изиграна љубав/Врати се драги”, 1970.
- „Теку часи бола”, 1972.
- „Љубави ми дај/Гледала сам са прозора“, 1972.
- „Љубав је дјевојачки сан”, 1973.
- „Немој да ти душа тугом пати”, 1973.
- „Најљепши дар мајци”, 1974.
- „Дошли дани тугом расплакани”, 1974.
- „Заборављена љубав”, 1975.
- „Ми ћемо се ипак срести”, 1976.
- „Не лажимо једно друго“, 1976.
- „Авен, Авен, Ромален“, 1982. (ЛП)
- „Тужна мајка“, 1986. (ЛП)

## Фестивали
- 1973. Београдски сабор - Љубав је девојачки сан
- 1974. Београдски сабор - Најљепши дар мајци
- 1975. Хит парада - Заборављена љубав
- 1977. Хит лета - Мисле људи да сам срећна
- 1978. Хит парада - Он је човек што ми узе срећу
- 1979. Хит парада - Како живиш поред друге жене
- 1980. Хит парада - Враћаш се касно у живот мој
- 1983. Хит парада - Авен, авен Ромален
- 1984. МЕСАМ - Остала је песма моја
- 1984. Хит парада - Остала је песма моја
- 1990. Шумадијски сабор - Жена заљубљена